# No soy como tú crees
No soy como tú crees è il singolo di debutto della cantautrice spagnola Ana Mena, pubblicato il 4 dicembre 2015 dall'etichetta Sony Music España come primo estratto dal primo album in studio Index.

## Descrizione
Il brano, scritto da Bruno Nicolás Fernández, in arte Dabruk, David Augustave Picanes e José Luis de la Peña Mira, è prodotto da quest'ultimo con Dabruk.

## Video musicale
Il video musicale è stato pubblicato il 22 gennaio 2016 attraverso il canale YouTube della cantautrice. Il 6 aprile seguente, sempre su YouTube, è stato reso disponibile un nuovo video in versione dance.

## Tracce
Testi e musiche di Bruno Nicolás Fernández, David Augustave Picanes e José Luis de la Peña Mira.
1. No soy como tú crees – 2:59

## Formazione
Musicisti
- Ana Mena Rojas – voce
- David Carrasco – sassofono
- Juan Guevara – chitarra, basso

Produzione
- Bruno Nicolás Fernández (Dabruk) – produzione
- Felipe Guevara – missaggio
- José Luis de la Peña Mira – produzione
- Mike Kalajian – masterizzazione